# オレクサンドル・シェチンスキー
オレクサンドル・ステパノヴィチ・シェチンスキー（ウクライナ語: Олекса́ндр Степа́нович Щети́нський、ロシア語: Алекса́ндр Степа́нович Щети́нский、1960年6月22日 - ）は、ウクライナの現代音楽の作曲家。

## 略歴
1960年、ハルキウ生まれ。ソ連時代の母国で音楽教育を受けた後、様々な国際マスタークラスを受講しているが、留学はポーランドのクラクフ音楽アカデミーを選んでいる。イヴァ・ミカショフはまだ駆け出しの彼に室内楽「瞑想への道」を委嘱し、これがデビュー作となった。自信をつけた彼は1990年代に次々と国際コンクールへ出品し、セロツキ国際、フリーブール国際、ルトスワフスキ国際、デュティュ国際、マーラー国際の全てで優勝または入賞し、実力を証明した。前衛的な語法を使用できるが、聴衆や現代音楽に不慣れな合唱団などにも配慮することができる。
近年はナクソスからCDデビューを果たしており、活動の幅を広げている。

## 作風
当初は旋法性や音列技法を多用した作風だったが、活動途中でフェルナンド・メンケリーニやピヨトル・ラヘルトのような全音階主義的な作風へ転換した。人気の出た合唱曲を書いたのは、その頃のものである。その後は、跳躍こそないがどうにか旋法性が聞き取れるレヴェルの抽象的な作風へ変化している。近年は「トゥギャザー」にみられるように、構造のモザイク化へ関心を移しつつある。英語版のWPではポスト・セリエルを越え「クワジ・セリエル」と表現されている。
彼はジャンルごとに語法を使い分けており、日本では廣瀬量平に共通する創作姿勢をみせている。ただ、全ての作品に咲間貴裕やセルゲイ・ベリンスキーのような旋法性は確実に発揮されている。

## エピソード
- 20年以上長髪がトレードマークであったが、最近は散髪した模様であり、近影も替えた。